# Ambroise Calfa

Blason des rois de Chypre, de Jérusalem et d'Arménie, arboré par les Poitiers-Lusignan au XIV et récupéré à la fin du XIX par le nouveau « prince de Lusignan » et l'Ordre de Mélusine.

Ambroise Calfa Nar Bey, dit Guy de Lusignan, né à Constantinople le 2 mars 1831 (ou peut-être en 1830 ou en 1834) et mort à Neuilly le 12 août 1906, est un historien et linguiste franco-arménien de la seconde moitié du XIXe siècle et du début du XXe siècle.

## Biographie
Ambroise Calfa naît à Constantinople le 2 mars 1831. Selon certains auteurs, il est peut-être né en 1830 ou en 1834,. Il est l'un des trois fils de Kévork (Georges)-Youssouf Calfa (1802-1838 ou 1859), dit Nar Bey, commerçant arménien installé à Constantinople, et de Sophie Cantar (ou Kantaroglou), fille d'un négociant ou banquier arménien de la capitale ottomane.
Ayant étudié dans des collèges mékhitaristes, à Venise puis, après 1848, à Paris, le jeune Ambroise s'intéressa particulièrement à l'Histoire et aux langues. Préfet des études au collège arménien Samuel Moorat de Paris (Rue Monsieur) en 1854, il s'installa définitivement dans cette ville, où il fonda par la suite un « Collège national arménien » dont il assura la direction entre 1856 et 1859.
Membre de plusieurs sociétés savantes, dont la Société asiatique, Ambroise Calfa publia plusieurs ouvrages historiques ou linguistiques, dont une Calligraphie arménienne (Paris, 1853), ouvrage récompensé à l'Exposition universelle de 1855, et, surtout, un Dictionnaire arménien-français (Paris, Hachette, 1861) dédié à l'empereur Alexandre II.
Installés en France, les deux premiers fils de Georges-Youssouf Calfa Nar Bey continuèrent à entretenir des liens étroits avec leur pays d'origine : l'aîné, Youssouf-Léon, un homme d'affaires associé au baron Seillière, était le fournisseur des équipements de l'armée ottomane, tandis qu'Ambroise reçut du sultan Abdul-Medjid la plaque de l'Ordre du Médjidié (1858). Le cadet de la fratrie, Djivan (Jean)-Khorène (1838-1892), était quant à lui resté au Levant, où il se consacra à la religion au sein de l'Église apostolique arménienne. Sacré évêque en 1867 puis nommé archevêque de Béchiktache en 1873, il représenta le Patriarcat arménien de Constantinople et défendit les intérêts de son peuple lors des négociations ayant abouti à la signature du traité de San Stefano (1878).
Le 12 août 1863, Ambroise Calfa épousa Marie Louise Joséphine Legoupil (1833-1890). Le couple eut deux enfants, Émilie-Gabrielle (qui épousa le marquis Gérard de Naurois) et Léon-Amaury-Gaston.
Avant de s'installer dans une villa de Neuilly, la famille habitait un hôtel particulier de l'avenue d'Eylau et possédait d'autres immeubles sur cette même voie. L'un de leurs locataires n'était autre que Victor Hugo, qui vécut là ses dix dernières années.
À partir de 1878, Ambroise et ses frères revendiquèrent leur appartenance à la branche cadette de la Maison de Lusignan, qui avait fourni à l'Arménie médiévale ses derniers souverains. Ils fondaient ces prétentions sur une lettre de reconnaissance qui leur aurait été adressée par le chef de la branche aînée, un cousin de leur père se faisant appeler « Louis de Lusignan » (1807-1884) et dont les titres de « prince royal de Chypre, de Jérusalem et d'Arménie » avaient été reconnus par l'Empire russe. Ils présentèrent ainsi leur patronyme officiel, Calfa Nar Bey, comme une altération de khalîfa (calife) et expliquèrent que Nar signifiait « feu » ou « flamme » (allusion au mot latin lux, « lumière », présent dans « Lusignan »), Bey renvoyant naturellement à la reconnaissance de leur rang par les Ottomans.
À la mort de son frère aîné Youssouf-Léon, le 12 octobre 1887, Ambroise-Guy se présenta comme le chef de la branche cadette des Lusignan, prince royal de Chypre, d'Arménie et de Jérusalem. À ce titre, il restaure en 1891 l'Ordre de Sainte-Catherine du Mont Sinaï. Son épouse avait quant à elle fondé un « Ordre royal et humanitaire de Mélusine » le 15 août 1881.
L'ascendance affichée par les Calfa Nar Bey fut vivement contestée par le prince Jacques Roux de Lusignan légitime descendant des Lusignan de Chypre, d'Arménie et de Jérusalem. Un procès eut même lieu en 1880 devant le tribunal civil de la Seine, qui se déclara incompétent.
Il meurt à Neuilly le 12 août 1906.